# Оноре
Оноре (итал. Onore) је насеље у Италији у округу Бергамо, региону Ломбардија.
Према процени из 2011. у насељу је живело 756 становника. Насеље се налази на надморској висини од 700 м.

## Становништво
Према резултатима пописа становништва 2011. у општини је живело 846 становника.
| 1931. | 1936. | 1951. | 1961. | 1971. | 1981. | 1991. | 2001. | 2011. |
| ----- | ----- | ----- | ----- | ----- | ----- | ----- | ----- | ----- |
| 670   | 677   | 759   | 668   | 673   | 736   | 694   | 717   | 846   |